# Liste der Monuments historiques in Raville-sur-Sânon
Die Liste der Monuments historiques in Raville-sur-Sânon führt die Monuments historiques in der französischen Gemeinde Raville-sur-Sânon auf.

## Liste der Objekte
| Bezeichnung                 | Beschreibung                                                                                 | Standort                         | Kennzeichnung | Schutzstatus | Datum | Bild |
| --------------------------- | -------------------------------------------------------------------------------------------- | -------------------------------- | ------------- | ------------ | ----- | ---- |
| Linker Seitenaltar          | Retabel und Gemälde; Holz, farbig gefasst und vergoldet, sowie Ölfarbe auf Leinwand, um 1770 | in der Kirche St-Gengoult (Lage) | PM54000782    | Classé       | 1984  |      |
| Hauptaltar                  | Altartisch, Altaraufbau, Tabernakel und Exposition; Eichenholz, vergoldet, um 1770           | in der Kirche St-Gengoult (Lage) | PM54001829    | Inscrit      | 1994  |      |
| Skulptur Heilige Magdalena  | Stein, um 1700                                                                               | in der Kirche St-Gengoult (Lage) | PM54001831    | Inscrit      | 1994  |      |
| Rechter Seitenaltar         | Retabel und Gemälde; Holz, farbig gefasst und vergoldet, sowie Ölfarbe auf Leinwand, um 1770 | in der Kirche St-Gengoult (Lage) | PM54000781    | Classé       | 1984  |      |
| Gemälde Schutzmantelmadonna | Ölfarbe auf Leinwand, Holzrahmen, 17. Jahrhundert                                            | in der Kirche St-Gengoult (Lage) | PM54001828    | Inscrit      | 1974  |      |
| Gangolf-Altar               | Retabel und Gemälde; Holz, vergoldet, Ölfarbe auf Leinwand, 19. Jahrhundert                  | in der Kirche St-Gengoult (Lage) | PM54001830    | Inscrit      | 1994  |      |